# Tobita Shinchi
Tobita Shinchi (飛田新地), també conegut com a Tobita Yūkaku (飛田遊廓), és el bordell més gran del districte d'Osaka, i també de l'oest de Japo. Està situat a l'àrea de Sanno 3-chōme a Nishinari-ku (Osaka). Tobita Shinchi data del període Taishō. Per evitar les lleis anti prostitució, els bordells operen àmpliament sota l'aparença de ser "restaurants d'estil japonès" (Ryoutei).

## Visió general
La zona consta de tres carrers principals: carrer Jove (青春通り Seishun Doori), carrer Principal (メイン通り Mein Doori) i carrer de la Porta Gran (大門通り Ohmon Doori).
Els prostíbuls de Tobita, de la mateixa manera que els prostíbuls d'⁣Amsterdam, tenen dones a les finestres, i solen tenir una dona jove agenollada al costat del genkan (entrada) o a la sala d'estar (que està totalment oberta al carrer) del prostíbul per atraure clients, una pràctica inusual per als prostíbuls del Japó. Sovint les dones van vestides amb vestits d'escolar o d'infermera. La majoria de les prostitutes són japoneses, tot i que hi ha algunes zainichi (coreanes).
Una dona gran anomenada 'Yarite Babaa' o 'Mama-san', sovint la propietària de la residència, s'asseu al genkan i saluda els transeünts amb frases com douzo, onii-san (どうぞ、お兄さん, "Benvingut, home jove"). Molts dels bordells només accepten japonesos o aquells capaços de parlar japonès amb fluïdesa. La zona és popular entre els visitants de la Xina, Taiwan i Corea.
Les estacions de metro i de la línia principal més properes són l'estació de Dōbutsuen-mae.

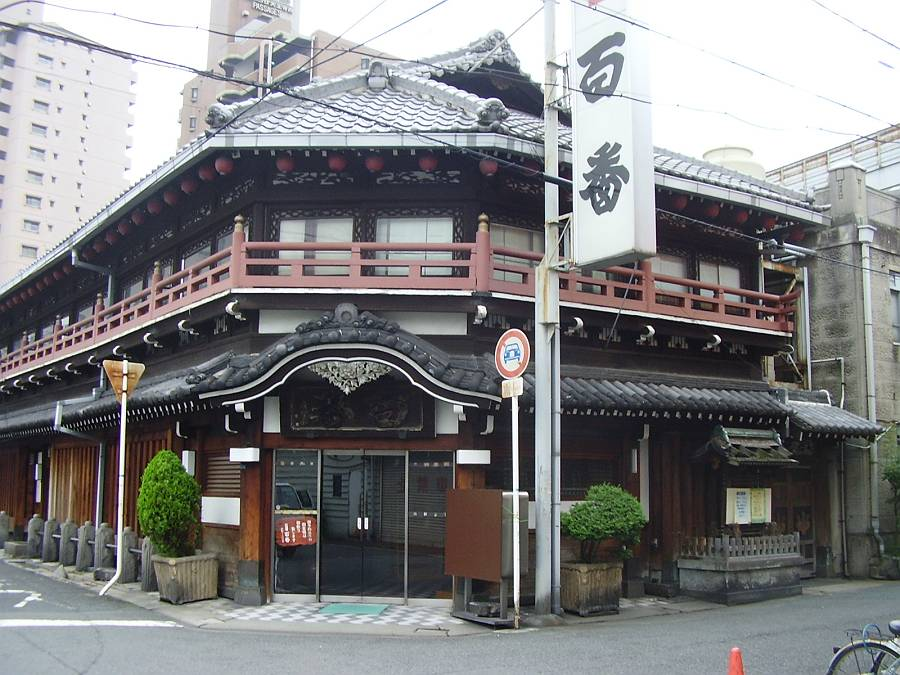
Taiyoshi Hyaku el 2006

Un dels edificis més antics de la zona, el Taiyoshi Hyaku, va rebre l'estatus de "propietat cultural" l'any 2000. Va ser construït originalment com un bordell de 21 habitacions el 1918 i es va convertir en restaurant el 1970. S'han conservat les sales temàtiques del bordell.

## Història
El 16 de gener de 1912, el barri vermell de Shinchi Otobe al districte de Namba d'Osaka, que contenia 2.000 prostitutes i 100 bordells, es va incendiar. Els prostíbuls es van traslladar a la ubicació actual de Tobita Shinchi després que un cementiri fos netejat del terreny. La zona es troba al costat sud de l'àrea d'entreteniment de Shinsekai de nova construcció, que es pensava que era avantatjosa. No obstant això, hi va haver moltes protestes de militants contra la prostitució per a la creació del nou barri del prostíbul. Tobita Shinchi va ser una de les últimes àrees de Yūkaku amb llicència que es van crear.
La zona va escapar del bombardeig d'Osaka durant la Segona Guerra Mundial i va continuar prosperant fins que la Llei de Prevenció de la Prostitució va entrar en vigor l'1 d'abril de 1958. No obstant això, la zona només va tancar una nit, els bordells van tornar a obrir com a "restaurants" l'endemà.

## Associació de Restaurants Tobita
Per eludir les lleis contra la prostitució, els prostíbuls funcionen com a restaurants. El te i els aperitius se serveixen al client en una habitació privada. El contacte sexual posterior entre la "cambrera" i el client es veu com un "assumpte privat" entre ells segons la interpretació liberal de la llei d'Osaka.
Els prostíbuls es van organitzar en una associació comercial, l'Associació de restaurants Tobita (Tobita Ryouri Kumiai), encara que alguns restaurants genuïns de la zona en són membres. L'alcalde d'Osaka, Tōru Hashimoto, va ser assessor legal de l'Associació.
El 16 de maig de 2019 es va donar a conèixer que tots els restaurants (159 establiments) que estaven units a l'Associació de restaurants Tobita estarien tancats els dies 28 i 29 de juny, quan se celebrà per aquelles dates la cimera del G20 d'Osaka 2019.